# Адутишкис
Адутишкис (лит. Adutiškis; устар. Адутишки) — местечко на востоке Литвы, в 29 км к северо-востоку от Швенчёниса.
Находится на границе с Беларусью. По другую сторону границы находится белорусская деревня Крюки. Государственная граница проходит по западной полосе отвода железной дороги. Железнодорожная станция со стороны Беларуси называется Годутишки.

## История
С 1795 года — в составе Российской империи. В XIX — начале XX века — местечко Годутишки Свенцянского уезда Виленской губернии.
С 1895 года станция на железной дороге. В 1920—1939 — в составе Польши, в 1939—1940 — в Вилейской области Белорусской ССР (центр Годутишковского района).
В 1940 году передан в состав Литовской ССР. После обретения Литвой независимости центр староства в Швенчёнском районе.
В 1847 году в Годутишках проживало 570 евреев, в 1863—387, в 1897—1373 еврея (61,1 %). В 1863 имелась синагога. В 1912 году здесь было создано еврейское ссудо-сберегательное товарищество.

## Галерея

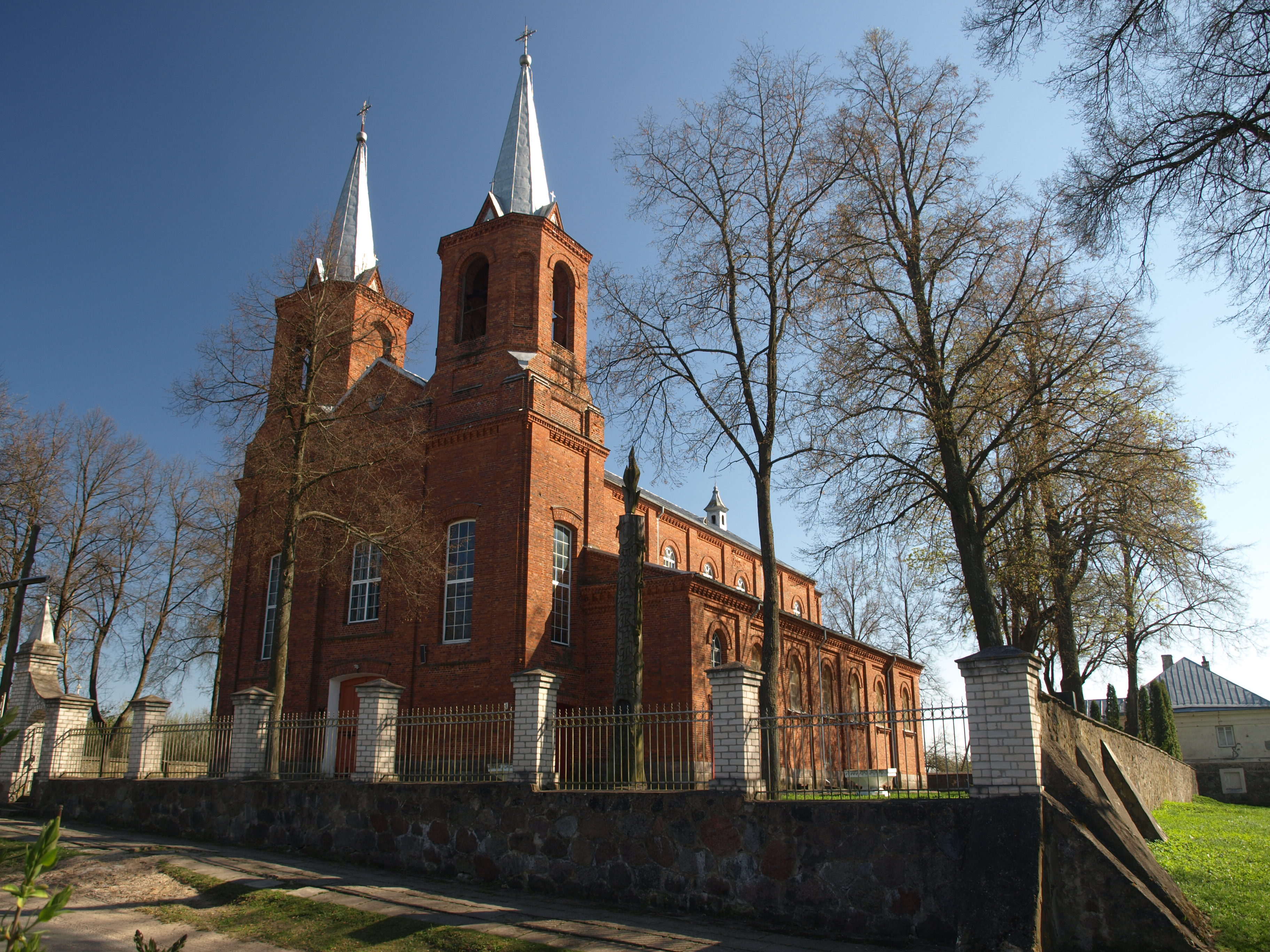
Костёл
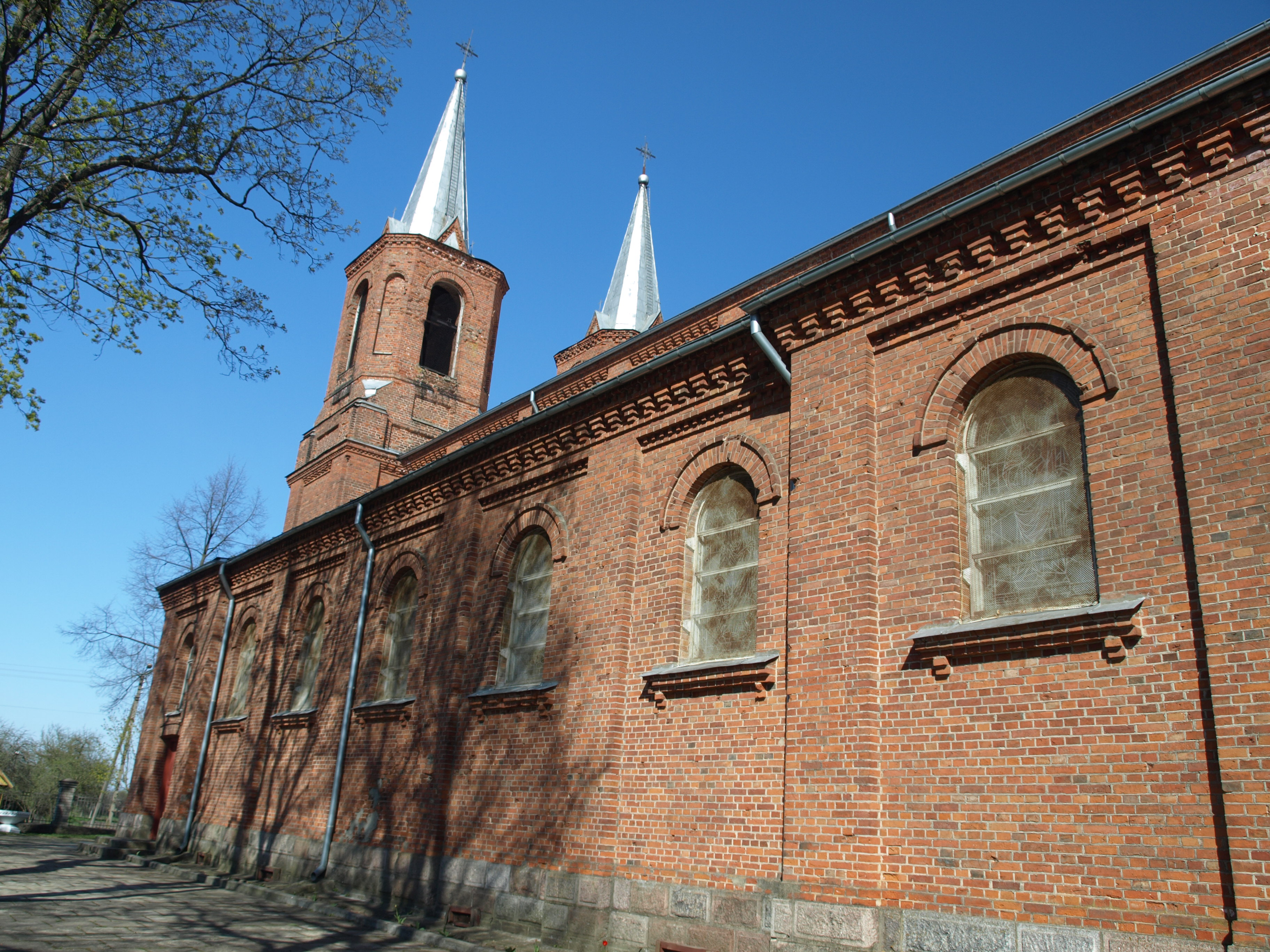
Костёл
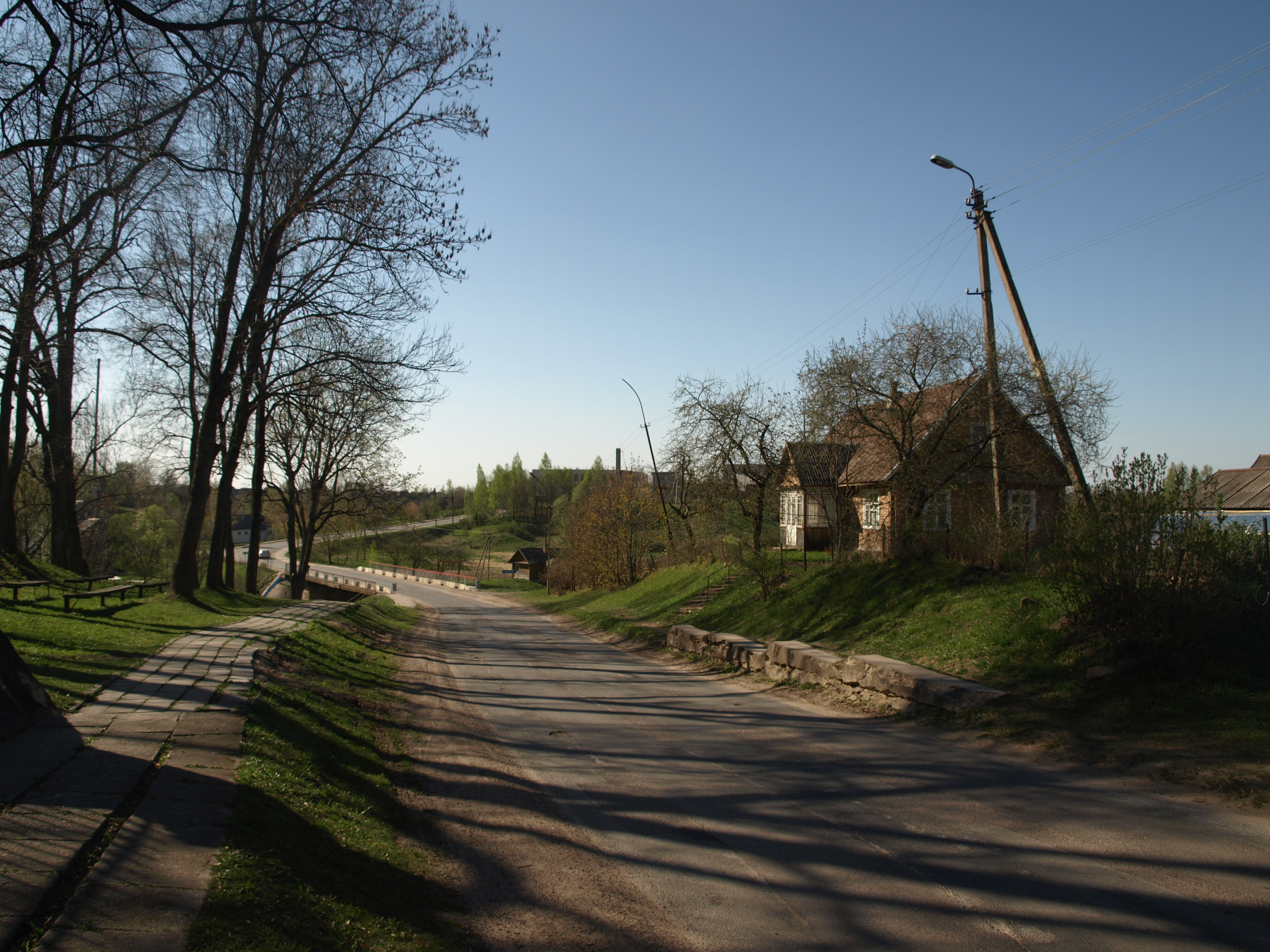
Улица